# Savitar
Savitar či Savitr je védský bůh, jeden z Áditjů. Zpravidla je označován za sluneční božstvo a často splývá se Súrjou. Jeho jméno vykládáno jako „podněcovatel“ či „probuditel“. Jeho dcerou je bohyně Savitrí.:s.136
Savitar také stejně jako řecký Hélios „svítí všem stvořením“ a je zlatooký a má zlaté zpřežení. Epiteta „s dobrými prsty“ či „se zlatými pažemi“ užívaná o tomto božstvu se též objevují u dalších indoevropských božstev slunce či úsvitu. V rgvédském hymnu 10.85 zase dává Sómovi za manželku bohyni Súrjá, která je v jiných případech označována za dceru slunečního boha Súrji.:s.199,206, 220, 227
Naproti tomu Jaan Puhvel který jeho jméno vykládá jako „roditel“ a odvozuje jej od slova sús „rodič, dárce života, matka“. Jeho solární atributy přisuzuje povšechně solárnímu charakteru všech Áditjů, s mnohými z nichž je také ztotožňován. Vykládá jej spíše za produkt teologických spekulací kněžské vrstvy představující dobročinnost.
Savitar je také vzýván v hinduistické mantře Gájatrí, jejíž text vychází z rgvédského hymnu 3.62.:s.215

#### Rgvédské hymny věnované Savitarovi (anglicky)
1. 1.35
2. 2.38
3. 4.53
4. 4.54
5. 5.81
6. 5.82
7. 6.71
8. 7.38
9. 7.45
10. 10.39
11. 10.49